# Mùi cơ thể
Mùi cơ thể có mặt ở tất cả các loài động vật, bao gồm cả con người, và cường độ của nó có thể bị ảnh hưởng bởi nhiều yếu tố (mô hình hành vi, chiến lược sinh tồn). Mùi cơ thể có một cơ sở di truyền mạnh mẽ, nhưng cũng có thể bị ảnh hưởng mạnh mẽ bởi các bệnh và điều kiện sinh lý khác nhau. Mặc dù mùi cơ thể đã đóng một vai trò quan trọng (và tiếp tục như vậy trong nhiều dạng sống) ở loài người thời kỳ đầu, nhưng nó thường được coi là một mùi khó chịu trong nhiều nền văn hóa của loài người.

## Nguyên nhân
Ở người, sự hình thành mùi cơ thể là do các yếu tố như chế độ ăn uống, giới tính, sức khỏe và thuốc, nhưng sự đóng góp chính đến từ hoạt động của vi khuẩn trên tuyến tiết trên da. Con người có ba loại tuyến mồ hôi; tuyến mồ hôi eccrine, tuyến mồ hôi apocrine và tuyến bã nhờn. Các tuyến mồ hôi eccrine có mặt từ khi sinh ra, trong khi hai tuyến sau được kích hoạt trong giai đoạn dậy thì. Trong số các loại tuyến da khác nhau, mùi cơ thể chủ yếu là kết quả của tuyến mồ hôi apocrine, tiết ra phần lớn các hợp chất hóa học cần thiết cho hệ thực vật da để chuyển hóa nó thành các chất tạo mùi. Điều này xảy ra chủ yếu ở vùng nách (nách), mặc dù tuyến cũng có thể được tìm thấy ở quầng vú, vùng sinh dục và xung quanh rốn. Ở người, vùng nách dường như quan trọng hơn vùng sinh dục đối với mùi cơ thể có thể liên quan đến chứng lưỡng cực của con người. Vùng sinh dục và vùng nách cũng chứa những sợi lông giúp khuếch tán mùi cơ thể.
Các thành phần chính của mùi hôi nách ở người là các axit béo không bão hòa hoặc hydroxyl hóa với E-3M2H (E-3-methylhex-2-enoic acid) và HMHA (3-hydroxy-3-methylhexanoic acid), sulfanylalkanols và đặc biệt là 3M3SH methyl-3-sulfanylhexan-1-ol), và các steroid có mùi androstenone (5α-androst-16-en-3-one) và androstenol (5α-androst-16-en-3α-ol). E-3M2H bị ràng buộc và mang bởi hai protein liên kết mùi bài tiết apocrine, ASOB1 và ASOB2, trên bề mặt da.
Mùi cơ thể bị ảnh hưởng bởi các hoạt động của hệ thực vật da, bao gồm các thành viên của Corynebacterium, sản xuất các enzyme gọi là lipase phân hủy lipid trong mồ hôi để tạo ra các phân tử nhỏ hơn như axit butyric. Ví dụ, quần thể vi khuẩn Corynebacterium jeikeium lớn hơn được tìm thấy nhiều hơn ở nách của nam giới trong khi số lượng vi khuẩn Staphylococcus haemolyticus nhiều hơn được tìm thấy ở nách của phụ nữ. Điều này làm cho nách nam phát ra mùi ôi / giống phô mai trong khi nách nữ tỏa ra mùi trái cây / giống hành tây hơn. Staphylococcus hominis cũng được biết đến với việc sản xuất các hợp chất thioal Alcohol góp phần gây ra mùi hôi. Những phân tử nhỏ hơn có mùi, và cho mùi cơ thể mùi thơm đặc trưng của nó. Axit propionic (axit propanoic) có trong nhiều mẫu mồ hôi. Axit này là một sản phẩm phân hủy của một số amino acid bởi propionibacteria, phát triển mạnh trong các ống dẫn của tuyến bã nhờn ở tuổi vị thành niên và người trưởng thành. Vì axit propionic tương tự về mặt hóa học với axit axetic có đặc điểm tương tự bao gồm mùi, mùi cơ thể có thể được xác định là có mùi giống giấm bởi một số người.     Axit Isovaleric (axit 3-methyl butanoic) là nguồn gây mùi cơ thể khác do tác động của vi khuẩn Staphylococcus cholermidis, cũng có trong một số loại phô mai mạnh.
Các yếu tố như thực phẩm, đồ uống và bệnh tật có thể ảnh hưởng đến mùi cơ thể. Mùi cơ thể của một cá nhân cũng bị ảnh hưởng bởi lối sống, tình dục, di truyền và thuốc men.